# Błudowo
Błudowo (niem. Bludau) – wieś w Polsce położona w województwie warmińsko-mazurskim, w powiecie elbląskim, w gminie Młynary.
W latach 1954–1961 wieś należała i była siedzibą władz gromady Błudowo, po jej zniesieniu w gromadzie Chruściel. W latach 1975–1998 miejscowość administracyjnie należała do województwa elbląskiego. Wieś znajduje się w historycznym regionie Warmia.

## Historia
Na północ od wsi (około 1 km) znajduje się wzgórze otoczone fosami – ślady po staropruskiej osadzie. Wzgórze ma nazwę Pogańskie Szańce. 
Wieś wymieniana w dokumentach z roku 1298. Od roku 1500 należała do kapituły warmińskiej. 

## Zabytki
We wsi znajduje się kościół barokowy z XV w., gruntownie przebudowany na przełomie XVI i XVII w., a następnie w latach 1703–1718. Wieża z drewna, z izbicą i ośmiopołaciowym hełmem w kształcie ostrosłupu dodana w 1718. Szczyty nawy oraz prezbiterium posiadają cechy barokowe, pilastry i odrzwia renesansowe, na sklepieniu i emporze organowej rokokowe malowidła. Bogato rzeźbiona ambona oraz dwie ławy kolatorskie z I poł. XVIII w. pozostałe wyposażenie z 1851, stylizowane na barokowe.